# アート錯体
アート錯体（アートさくたい、ate complex）とは、ルイス酸性を持つ金属化合物に対して、ルイス塩基が配位したアニオン性の錯イオンのことである。中でも特に有機金属錯体および金属ヒドリド錯体についてこのように呼ぶことが多い。アート錯体の名はアニオン性原子団をIUPAC命名法で命名する際に使用される接尾辞である-ateに由来する。
例えば、ボランBH3はホウ素がエネルギーの低い空軌道を持つためルイス酸性を持つ。これに対して水素化ナトリウムNaHを反応させると、ルイス塩基であるヒドリドイオンがボランに対して配位してアート錯体であるテトラヒドロホウ酸イオン(BH4)-が生成する。
BH3 + NaH → Na+(BH4)-
アート錯体は対応するルイス酸に比べて、その金属上のアルキル基や水素原子を他の化合物の求電子性を持つ部位に付加させようとする性質（すなわち求核性）が高い。そのため、求核剤として使用される。例えば、上記の例のボランは炭素-炭素二重結合のような求核性を持つ部位に対してヒドロホウ素化を起こすのに対して、テトラヒドロホウ酸イオンからなる化合物である水素化ホウ素ナトリウムは通常の炭素-炭素二重結合とは反応せず、求電子性を持つカルボニル炭素を還元する性質を持つ。
またアート錯体はその中心金属が過剰に電子を保持している状態であるため、他の化合物を還元することがある。有機銅アート錯体であるギルマン試薬(R2CuLi)はこの性質により、α,β-不飽和カルボニル化合物に対してまず一電子還元を起こした後にアルキル基を付加させる。この一電子還元の過程の存在によってアルキルリチウムやグリニャール試薬のような他の求核性アルキル化剤とは異なり、1,4-付加が優先して起こる独特の反応性を持つ。